# Ryuji Nagata
Ryuji Nagata (født 28. marts 1972) er en tidligere japansk fodboldspiller.
Han har spillet for flere forskellige klubber i sin karriere, herunder Sanfrecce Hiroshima.